# Sainteny
Sainteny – miejscowość i dawna gmina we Francji, w regionie Normandia, w departamencie Manche. W 2013 roku jej populacja wynosiła 859 mieszkańców. 
W dniu 1 stycznia 2016 roku z połączenia dwóch ówczesnych gmin – Sainteny oraz Saint-Georges-de-Bohon – utworzono nową gminę Terre-et-Marais. Siedzibą gminy została miejscowość Sainteny.